# Litchi (frugt)
Litchien, eller kærlighedsfrugten som den kaldes, har en hård, rødlig og pigget skal. Dens frugtkød er hvidt, med en blød, drueagtig konsistens og smager sødt. Den stammer oprindeligt fra Kina.
Frugten høstes af træet Litchi (Litchi chinensis).